# Odell Brown
Odell Elliott Brown jr. (Louisville (Kentucky), 2 februari 1940 – Richfield (Minnesota), 3 mei 2011) was een Amerikaanse jazzorganist.

## Biografie
Brown werd geboren in Louisville, Kentucky. Hij begon met pianospelen op 4-jarige leeftijd, omdat zijn moeder parttime pianoleraar was. Zijn vader kocht een babyvleugel voor hem. Na in verschillende junior en senior high school bands gespeeld te hebben, ging hij naar Nashville (Tennessee) en ontmoette daar muzikanten van Tennessee State A&M. Omdat hij zich wilde inschrijven, werden zijn plannen al snel beknot toen hij werd opgeroepen voor het leger, waar hij zich bij de Army Post Band voegde. In deze periode kreeg hij waardevolle inzichten in het arrangeren en orkestreren. Nadat hij het leger had verlaten, verhuisde Brown naar Chicago, waar hij werd herenigd met enkele muzikanten uit zijn tijd in Nashville. Ze vormden een souljazzband, die bekend werd als The Organ-izers en binnen twee jaar werden ze gecontracteerd bij het jazzdochterlabel Cadet Records van Chess Records. De bezetting van de band was Odell Brown (hammondorgel), Artee 'Duke' Payne en Tommy Purvis (tenorsaxofoons) en Curtis Prince (drums). Hun debuutalbum heette Raising The Roof in 1966, gevolgd door hun populairste plaat Mellow Yellow (1967), die #173 bereikte in de Billboard 200. Het derde album Ducky (1967) was het laatste met de oorspronkelijke band.
Terwijl hij bij Chess Records zat, werd Brown niet alleen gecontracteerd bij het label, maar werkte hij ook als stafmuzikant, die speelde en arrangeerde voor andere artiesten en een groot inzicht en expertise opdeed in andere muziekstijlen. Na de dood van Leonard Chess in 1969 besloot Brown niet opnieuw bij het label te tekenen en in de jaren 1970 vervolgde hij een solocarrière als onafhankelijk arrangeur, producent en studiomuzikant. In deze periode werkte hij samen met artiesten als Minnie Riperton (met wie hij een album arrangeerde en dirigeerde bij Epic Records), Curtis Mayfield, Johnny Nash en Marvin Gaye (zowel live als in de studio). Brown schreef ook mee aan Gayes hitsingle Sexual Healing en won twee Grammy Awards. Later ontving hij nog meer prijzen als erkenning voor zijn vele talenten. Brown woonde sinds het begin van de jaren negentig in Richfield, Minnesota, om zijn professionele en persoonlijke leven te stabiliseren.

## Overlijden
Odell Brown overleed in mei 2011 op 71-jarige leeftijd.

## Discografie

### Als leader
- 1966: Raising the Roof (Cadet Records)
- 1967: Mellow Yellow (Cadet)
- 1967: Ducky (Cadet)
- 1969: Odell Brown Plays Otis Redding (Cadet)
- 1970: Free Delivery (Cadet)
- 1974: Odell Brown (Paula)

### Als sideman
Met Dorothy Ashby
- 1969: Dorothy's Harp (Cadet)

Met Cleveland Eaton
- 1975: Plenty Good Eaton (Black Jazz)

Met Marvin Gaye
- 1976: Marvin Gaye Live! (Tamla)
- 1977: Live at the London Palladium (Tamla)
- 1978: Here, My Dear (Tamla)
- 1982: Midnight Love (Columbia)

Met Eddie Harris
- 1975: That Is Why You're Overweight (Atlantic)
- 1975: The Reason Why I'm Talking S--t (Atlantic)

Met Minnie Riperton
- 1974: Perfect Angel (Epic)
- 1977: Stay in Love (Epic)

Met Sonny Stitt en Bunky Green
- 1966: Soul in the Night (Cadet)

- International Standard Name Identifier: 0000 0000 4088 3363
- Library of Congress Control Number: no98048322
- MusicBrainz: d27d1b7a-4d2e-469d-954d-bdf938c294ad
- Virtual International Authority File: 36532823
- WorldCat: E39PBJrwQhKGyyBYKXPrqV3vpP